# Rigóökörszem
A rigóökörszem (Campylorhynchus turdinus) a madarak osztályának verébalakúak (Passeriformes) rendjébe és az ökörszemfélék (Troglodytidae) családjába tartozó faj.

## Rendszerezése
A fajt Maximilian zu Wied-Neuwied német herceg, felfedező és természettudós írta le 1821-ben, az Opetiorhynchos nembe Opetiorhynchos turdinus néven.

## Alfajai
- Campylorhynchus turdinus hypostictus (Gould, 1855) - az Amazonas-medence északnyugati és nyugati része
- Campylorhynchus turdinus turdinus (Wied-Neuwied, 1821) - közép-Brazília keleti része
- Campylorhynchus turdinus unicolor (Lafresnaye, 1846) - észak-Bolívia, délnyugat-Brazília, Paraguay és Argentína északi része  [2]

## Előfordulása
Dél-Amerikában, Argentína, Bolívia, Brazília, Ecuador, Kolumbia, Paraguay és Peru területén honos. Természetes élőhelyei a szubtrópusi vagy trópusi száraz erdők, mocsári erdők, síkvidéki esőerdők és szavannák, valamint legelők és másodlagos erdők. Állandó, nem vonuló faj.

## Megjelenése
Testhossza 20 centiméter.

## Természetvédelmi helyzete
Az elterjedési területe rendkívül nagy, egyedszáma ugyan csökken, de még nem éri el a kritikus szintet. A Természetvédelmi Világszövetség Vörös listáján nem fenyegetett fajként szerepel.